# Тайвань под властью Японии
Тайвань находился под управлением Японии с 1895 по 1945 годы.
В 1895 году остров стал японской колонией по условиям Симоносекского мирного договора. В течение последующих 50 лет островом управляла японская колониальная администрация. Японское административное правление Тайваня прекратилось после окончания военных действий в августе 1945 года в период Второй мировой войны и территория была передана под контроль Китайской Республики.
По условиям Сан-Францисского мирного договора, подписанного 8 сентября 1951 года, Япония признавала утрату своего суверенитета над Тайванем, Пескадорскими островами и Парасельскими островами. Ни Китайская Республика (Тайвань), ни Китайская Народная Республика не были приглашены на мирную конференцию в Сан-Франциско и не были участниками Сан-Францисского договора.

## История

### Предыстория
Япония стала рассматривать возможность завоевания Тайваня с конца XVI века, когда Тоётоми Хидэёси начал политику заморской экспансии. Из-за болезней и вооружённого сопротивления аборигенов несколько попыток вторжения на остров закончились неудачей. В 1609 году Сёгунат Токугава отправил на остров Харуно Арима для исследования территории. В 1616 году Мураяма Тоан возглавил неудачное вторжение на остров.
В ноябре 1871 года 69 человек на борту судна из Королевства Рюкю были выброшены на берег сильным ветром на южной оконечности острова Тайвань. У потерпевших крушение возник конфликт с людьми из племени паиван, в результате чего многие рюкюсцы были убиты. В октябре 1872 года Япония потребовала компенсации от Цинского правительства, мотивируя это тем, что рюкюсцы являются подданными Японии. В мае 1873 года японские дипломаты прибыли в Пекин и предъявили свои требования, но цинское правительство немедленно их отвергло, мотивируя это тем, что Королевство Рюкю является независимым государством. Японцы отказались уходить, и потребовали, чтобы цинское правительство наказало «варваров с Тайваня». Им было объяснено, что на Тайване есть два вида аборигенов: те, которые непосредственно управляются правительственными чиновниками, и «дикие варвары, находящиеся вне влияния китайской культуры, которыми невозможно управлять напрямую». Цинские власти ясно дали понять японцам, что Тайвань находится под властью империи Цин, даже если отдельные обитающие там племена и не подвержены влиянию китайской культуры. Также японцам были приведены примеры случаев из различных стран мира, когда аборигены, проживающие на территории, формально входящей в состав какого-либо государства, не соответствуют господствующей культуре страны.
В апреле 1874 года японское правительство отправило более 3 тысяч человек на Тайвань в составе карательной экспедиции под руководством Сайго Цугумити. Узнав о присутствии на острове японцев и их боях с аборигенами (было убито 30 аборигенов и 12 японцев, ещё 531 японский солдат умер от болезней), цинское правительство с мая 1874 года начало переправлять на Тайвань войска для усиления местного гарнизона. В ноябре 1874 года, осознав свою неготовность к войне с Китаем, и получив компенсацию в размере 500'000 лянов серебра, Япония вывела войска.

### Отделение Тайваня

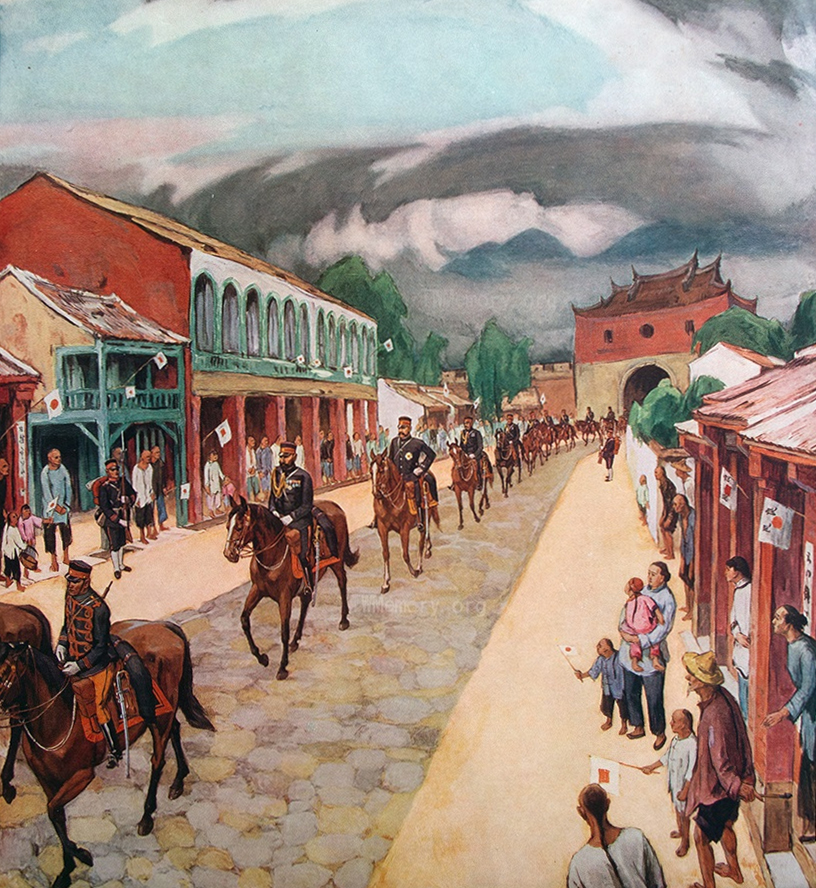
Японские солдаты входят в Тайбэй в 1895 году после подписания Симоносекского договора

В 1895 году, после Японо-китайской войны, в соответствии с Симоносекским договором Тайвань был передан Японии. Сразу после подписания договора оба правительства послали на Тайвань своих представителей для осуществления процедуры передачи, весь процесс должен был занять не более двух месяцев. Церемония передачи происходила на борту японского корабля, так как китайские представители опасались враждебных действий со стороны жителей Тайваня. Новая японская колониальная администрация дала обитателям Тайваня два года для того, чтобы те могли принять решение: остаться под японским управлением или покинуть остров.

### Первый период японского управления (1895—1919)
Первый период японского управления характеризуется высоким уровнем партизанской борьбы со стороны местных жителей. В результате на сессии Парламента Японии в 1897 году даже обсуждался вопрос о том, не продать ли Тайвань Франции. В этот период пост генерал-губернатора Тайваня обычно был занят представителем военных кругов.

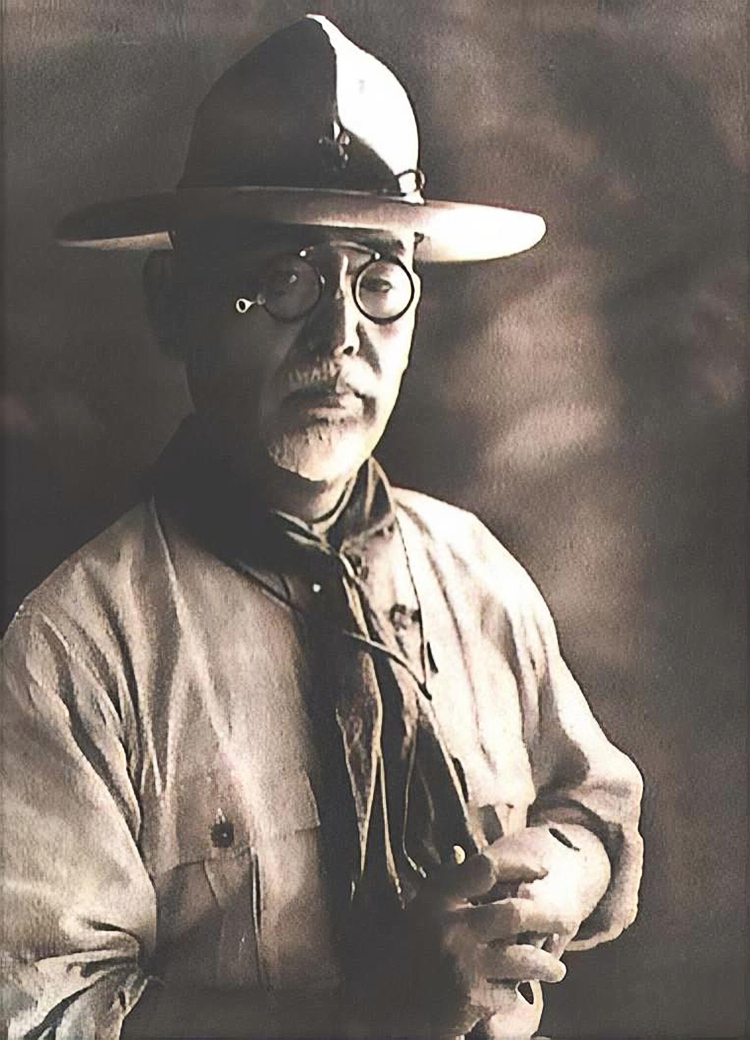
Гото Симпэй, глава колониальной администрации в 1898—1906

В 1898 году генерал-губернатором Тайваня был назначен генерал Кодама Гэнтаро, с которым прибыл талантливый политик Гото Симпэй, возглавивший гражданскую колониальную администрацию. В то время рассматривалось два варианта управления Тайванем. Первый подход, которого придерживался Гото, утверждал, что с точки зрения биологии ассимиляция туземцев невозможна, поэтому Японии нужно использовать британские принципы управления колониями; иными словами, для Тайваня нужно разработать абсолютно новый свод законов, им нельзя управлять также, как собственно Японией. Противоположный подход, сторонником которого был будущий премьер-министр Хара Такаси, рассматривал тайваньцев и корейцев как «почти японцев», способных интегрироваться в японское общество и, следовательно, полагал возможным применение к ним тех же законов и правил, что и к прочим японцам. С 1898 по 1906 годы, пока тайваньскую администрацию возглавлял Гото, был популярен первый подход, и так было пока в 1918 году Хара Такаси не стал премьер-министром.

### Период «интеграции» (1919—1937)

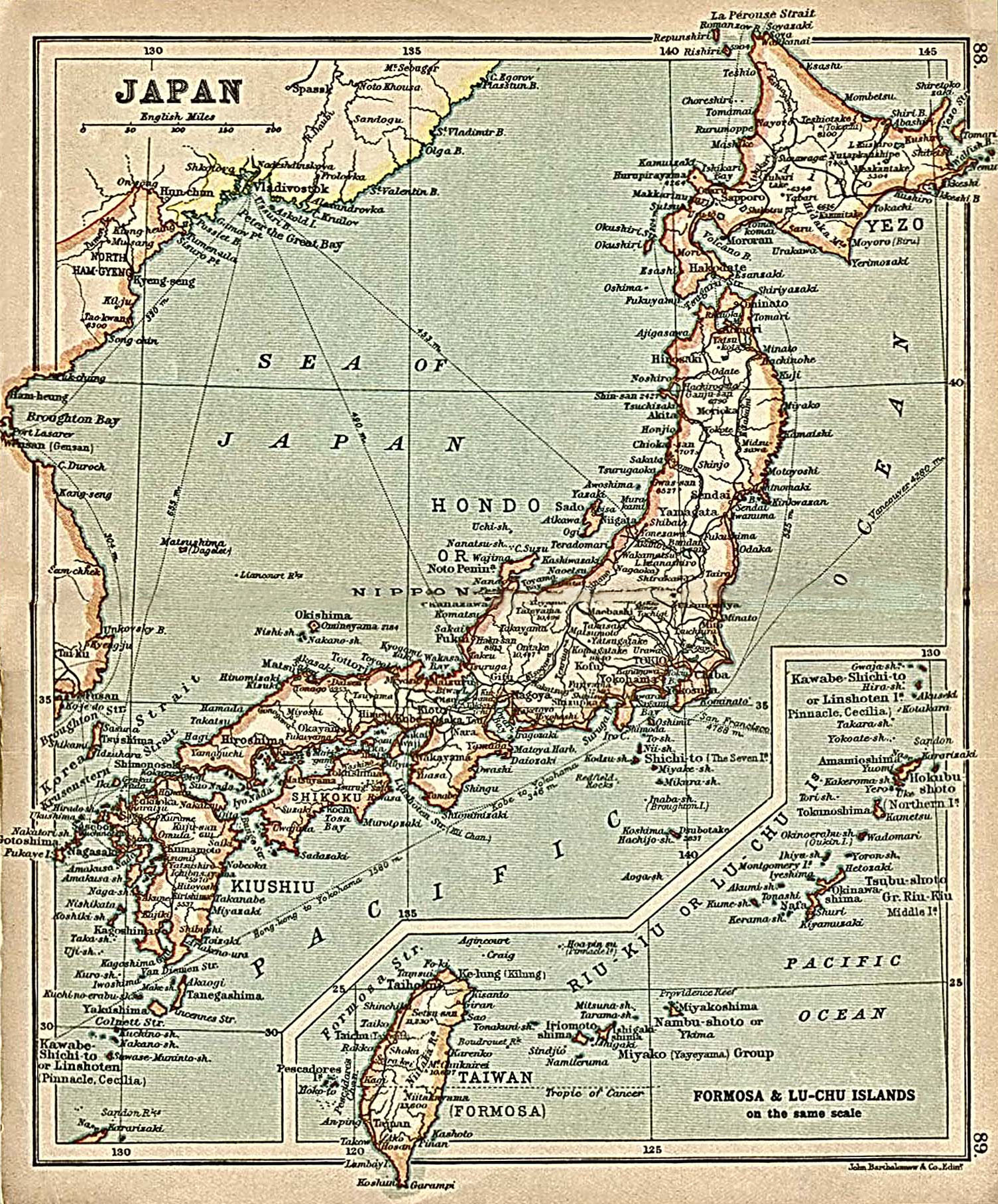
Карта 1912 года, где Тайвань изображён частью Японии

Середина 1910-х — правление под девизом «Тайсё» — это период демократизации в жизни Японии. В 1919 году генерал-губернатором Тайваня впервые стал гражданский человек — Дэн Кэндзиро. Перед отбытием на Тайвань он повстречался с премьер-министром Харой, давшим «добро» на проведение политики «До: ка» («интеграции»), формально объявленной в октябре 1919 года. В соответствии с этой политикой, Тайвань рассматривался как продолжение собственно японских островов, и его обитатели должны были осознать своё место и обязанности в качестве подданных Японской империи.
В рамках этой политики, проводившейся следующие 20 лет, были созданы местные органы власти, учреждена школьная система, запрещены телесные наказания, стимулировалось использование японского языка. Это резко контрастировало с отношением прежней администрации к местным нуждам, когда все заботы сводились к «железным дорогам, вакцинации и водопроводу». В 1935 году на Тайване была проведена пропагандистская выставка, посвящённая «достижениям колониального хозяйства».

### Период «встраивания в империю» (1937—1945)
После начала войны с Китаем Тайванем вновь стали управлять военные, а тайваньские ресурсы начали использоваться в военных целях. Для этого было необходимо сотрудничество со стороны тайваньцев, которых необходимо было полностью встроить в японское общество. Поэтому колониальная администрация бросила все силы на проведение политики «Ко:минка ундо:» («Движение интеграции в империю»), нацеленной на полную японизацию тайваньцев. Местных жителей стали заставлять использовать японский язык, носить японскую одежду, жить в японских домах и обращаться в синтоизм. С 1942 года, после начала боевых действий на Тихом океане, тайваньцев стали призывать вступать в Японскую императорскую армию и Японский императорский флот; в 1945 году был введён полноценный призыв в армию.

## Антияпонское движение
Вооружённое сопротивление японской оккупации в основном имело место в первые два десятилетия после отделения Тайваня от Китая. Впоследствии протест принял мирные формы.

### Тайваньская республика
Передача Тайваня Японии по Симоносекскому договору вызвала массовый протест на Тайване. 25 мая 1895 года группа чиновников и шэньши объявила об отделении острова от империи Цин и провозглашении Тайваньской республики с бывшим губернатором острова Тан Цзинсуном в качестве её президента. Целью этой акции было сохранение Тайваня под китайской властью, ибо под верховенством Тайваньской республики китайские войска на острове могли бы сопротивляться японцам без формального нарушения Симоносекского договора. Возглавил войска Лю Юнфу — бывший командующий Войск Чёрного знамени, бивших французов во Вьетнаме («Войсками Чёрного знамени» называли остатки тайпинских войск, отступившие во Вьетнам; им было обещано полное прощение в случае, если они в качестве китайского экспедиционного корпуса будут сражаться против французов во время франко-китайской войны). 29 мая 1895 года японские войска высадились под Цзилуном, и 3 июня взяли город; президент Тан и вице-президент Цю Фэнцзя бежали на континент. В конце июня оставшиеся сторонники Республики собрались в Тайнане, провозгласив новым президентом Лю Юнфу. Японцы разгромили республиканцев и взяли Тайнань в октябре 1895 года.

### Партизаны
После уничтожения Тайваньской республики японский генерал-губернатор Кабаяма Сукэнори сообщил в Японию, что «остров умиротворён», и приступил к созданию гражданской администрации. Однако в декабре на севере Тайваня произошёл ряд антияпонских восстаний, и в дальнейшем происходило примерно по одному восстанию в месяц. Тем не менее, к 1902 году антияпонское сопротивление среди этнических китайцев сошло на нет. Политика кнута и пряника, применявшаяся колониальной администрацией, дала свои плоды.

### Период революций
В 1907 году разразилось восстание в Бэйпу. Между этим событием и Инцидентом Тапани в 1915 году произошло 13 восстаний, четыре из которых имели непосредственную связь с Синьхайской революцией в Китае. Целью одних восстаний было воссоединение Тайваня с Китаем, целью других — провозглашение независимости. В большинстве случаев повстанцев успевали арестовывать до того, как они могли осуществить свои планы. Инцидент Тапани, также известный как Восстание Храма Силай или Восстание Юй Цинфана, был крупнейшим из всех. Юй Цинфан, бывший полицейский офицер, возглавил вооружённые силы, состоявшие как из этнических китайцев, так и из тайваньских аборигенов, и в течение двух месяцев удерживал территорию современных уездов Тайнань и Гаосюн на южном Тайване. Подавить восстание удалось только в ходе совместной армейско-полицейской операции. 915 человек были приговорены к смертной казни, и 135 из них успели казнить до императорского указа о помиловании.

### Инцидент в Ушэ
Самый известный конфликт с японцами — инцидент в регионе Ушэ, населённом (как тогда считали японцы) аборигенами племени атаял, однако по сути это были родственные атаял представители народа седик. 7 октября 1930 года полицейский офицер Ёсимура Кацухико во время патруля стал свидетелем свадебной церемонии, в которой участвовал правнук Жудао Баи — вождя атаялов. Тамада предложил офицеру традиционный стакан вина, но тот отказался, заявив, что не возьмёт вина «из рук, измазанных кровью животных». Тамада отвёл его в сторону, и заставил выпить. Согласно объяснениям офицера, «пытаясь освободиться из этих грязных рук», он «случайно» дважды ударил тамаду палкой. Завязалась драка, в результате которой офицер получил ранения. На следующий день тамада попытался исправить ситуацию, но офицер отказался принять вино в подарок. Отношения между атаялами и японцами резко ухудшились.
27 октября 1930 года Жудао Баи и 1200 его соплеменников внезапно напали на Ушэскую начальную школу, где проходил спортивный праздник с участием большого количества японцев. Нападавшие устроили настоящую резню - было убито 134 японца и 2 тайваньца, 215 японцев ранено. Начались нападения атаялов на полицейские участки, почтовые отделения и другие места, где можно было захватить оружие и боеприпасы.
Реакция японцев была быстрой и решительной. Вооружённые современным оружием армия и полиция атаковали повстанцев везде, где находили, а также стали подстрекать соперничающие атаялские племена уничтожить бунтовщиков. В ход пошёл слезоточивый газ, а с середины ноября японцы начали сбрасывать на легковооружённых атаялов с самолётов канистры с отравляющими веществами. 1 декабря 1930 года Жудао Баи покончил жизнь самоубийством. Согласно японским данным, в ходе восстания были убиты либо покончили с собой 700 атаялов, 500 атаялов сдались. Несмотря на то, что сдавшиеся атаялы формально находились под защитой японской полиции, японцы позволили союзным им атаялским племенам убивать сдавшихся, и было убито ещё 200 пленников. Оставшиеся были поселены в маленьких резервациях, где жили под строгим полицейским надзором.
Регион Ушэ, где жили атаялы, считался районом образцовой политики по отношению к национальным меньшинствам. Восстание шокировало колониальную администрацию. Произошёл резкий пересмотр национальной политики, и тайваньские аборигены были повышены в статусе с «жителей внешних земель» до «внутренних», и к ним стали относиться как к прочим национальным меньшинствам. В свою очередь это привело к тому, что когда к власти пришли гоминьдановцы, то они посчитали, что данный статус был дан за лояльность по отношению к японской администрации, и для этих племён была развёрнута кампания по «переобучению».
Данное историческое событие легло в основу фильма «Воины радуги» тайваньского режиссёра Вэй Дэ-шэна.